# Mielan
Mielan (en francès Miélan) és un municipi francès situat al departament del Gers i a la regió d'Occitània.

## Demografia
| 1962                                       | 1968  | 1975  | 1982  | 1990  | 1999  | 2006  |
| ------------------------------------------ | ----- | ----- | ----- | ----- | ----- | ----- |
| 1.214                                      | 1.295 | 1.325 | 1.246 | 1.290 | 1.258 | 1.190 |
| Des de 1962: població sense dobles comptes |       |       |       |       |       |       |

## Administració
| Període   | Identitat               | Partit |
| --------- | ----------------------- | ------ |
| 2001-2008 | Louis Lacoste           |        |
| 2008-     | Jacques Bernès-Lasserre |        |